# مهرجان بغداد السينمائي
مهرجان بغداد السينمائي  هو مهرجان سينمائي سنوي يعقد في بغداد، العراق. تأسس عام 2023 وينظم من قبل نقابة الفنانين العراقيين بالتعاون مع دائرة السينما والمسرح في وزارة الثقافة.

## تاريخ المهرجان
انطلقت الدورة الأولى من المهرجان في بغداد في شهر شباط/فبراير عام 2024 على مدى خمسة أيام من 10 إلى 14 شباط. بتنظيم نقابة الفنانين العراقيين بالتعاون مع دائرة السينما والمسرح في وزارة الثقافة. وسميت بدورة "المخرج العراقي محمد شكري جميل" تكريما لمسيرته السينمائية الطويلة.

## أقسام المهرجان
- مسابقة الأفلام الروائية العربية الطويلة
- مسابقة الأفلام الروائية العربية القصيرة وتشمل:
  - الأفلام الروائية
  - أفلام الانيميشن
  - الأفلام الوثائقية
  - الأفلام المنتجة من قبل المهرجان

## الجوائز
- أفضل فيلم روائي طويل
- جائزة لجنة التحكيم
- أفضل فيلم قصير
- أفضل فيلم وثائقي
- أفضل مخرج
- أفضل سيناريو
- أفضل تصوير
- أفضل ممثل
- أفضل ممثلة

## قائمة الفائزون

### أفضل فيلم روائي طويل
| الدورة | الفيلم      | المخرج       | الدولة  |
| ------ | ----------- | ------------ | ------- |
| 2024   | وداعاً جوليا | محمد كردفاني | السودان |

### جائزة لجنة التحكيم
| الدورة | الفيلم          | المخرج      | الدولة |
| ------ | --------------- | ----------- | ------ |
| 2024   | إن شاء الله ولد | أمجد الرشيد | الأردن |

### أفضل فيلم قصير
| الدورة | الفيلم القصير | المخرج       | الدولة |
| ------ | ------------- | ------------ | ------ |
| 2024   | فلسطين 87     | بلال الخطيب  | فلسطين |
| 2024   | ترانزيت       | باقر الربيعي | العراق |

### أفضل فيلم وثائقي
| الدورة | الفيلم الوثائقي | الدولة |
| ------ | --------------- | ------ |
| 2024   | سَطل             | اليمن  |

### أفضل مخرج
| الدورة | المخرج           | الفيلم               |
| ------ | ---------------- | -------------------- |
| 2024   | محمد عهد بن سودة | مطلقات الدار البيضاء |

### أفضل سيناريو
| الدورة | السيناريست  | الفيلم     |
| ------ | ----------- | ---------- |
| 2024   | ولاء المانع | آخر السعاة |

### أفضل تصوير
| الدورة | الفيلم   | الدولة |
| ------ | -------- | ------ |
| 2024   | المرهقون | اليمن  |

### أفضل ممثل
| الدورة | الممثل    | الفيلم     |
| ------ | --------- | ---------- |
| 2024   | رائد محسن | آخر السعاة |

### أفضل ممثلة
| الدورة | الممثلة     | الفيلم     |
| ------ | ----------- | ---------- |
| 2024   | زهراء غندور | ميسي بغداد |

## روابط خارجية
- الموقع الرسمي